# Nicolae Panin
Nicolae Panin (n. 12 noiembrie 1938) este un inginer geolog român, membru titular al Academiei Române (2015).